# Állami temetés
Az állami temetés nyilvános temetési szertartás, amely betartja a protokoll szigorú szabályait, és amelyet az országos jelentőségű emberek tiszteletére tartanak. Az állami temetések általában sok pompát és szertartást, valamint vallási felhangokat és a katonai hagyomány megkülönböztető elemeit tartalmazzák. Általában állami temetéseket tartanak annak érdekében, hogy a nagyközönséget bevonják a nemzeti gyásznapba, miután az elhunyt családja beleegyezését adta. Az állami temetés gyakran tömeges nyilvánosságot eredményez mind a nemzeti, mind a globális médiában.

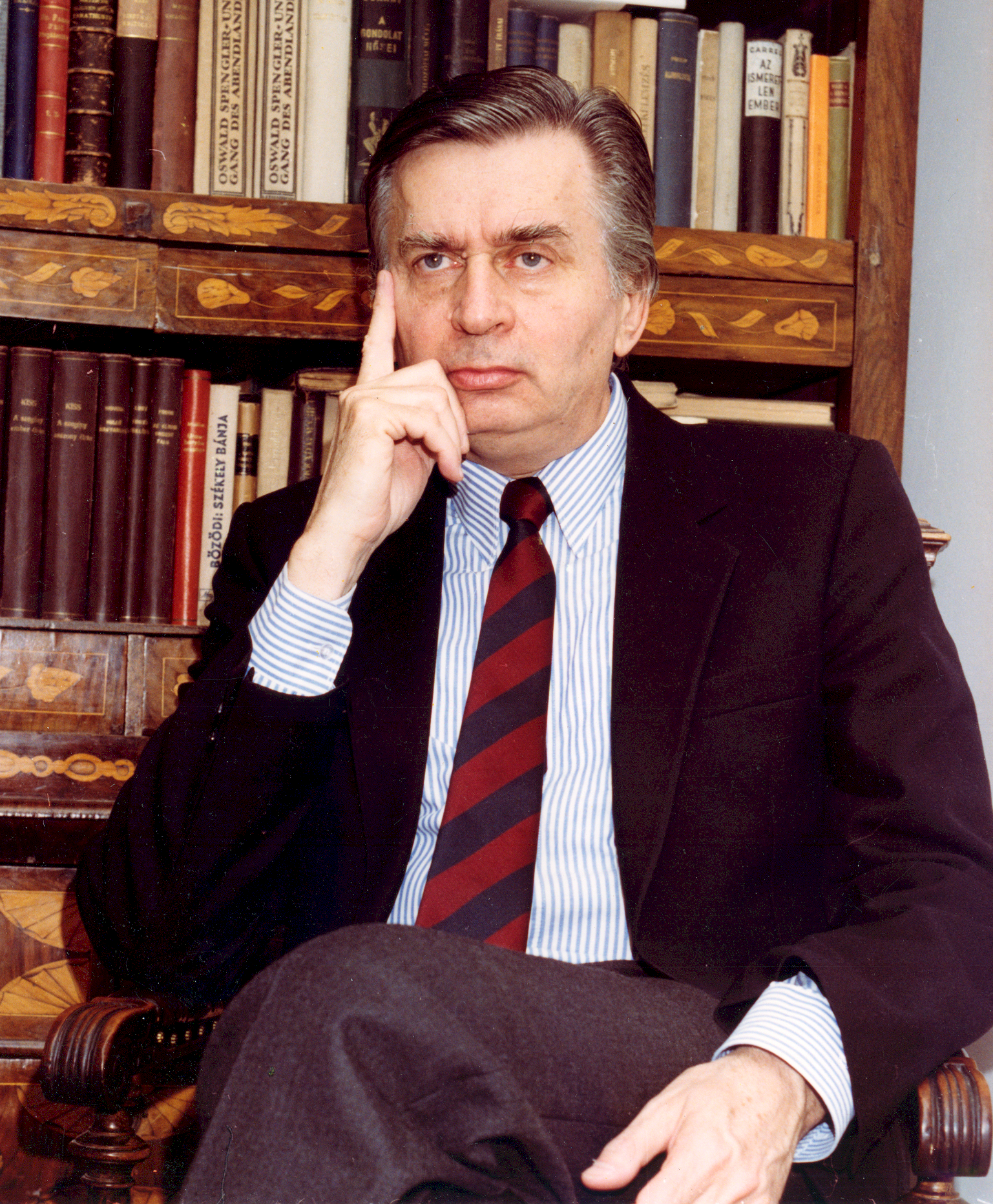
Antall József miniszterelnök. A rendszerváltás utáni első állami temetésben részesült személy.

## Állami temetés Magyarországon
- Deák Ferenc (1803–1876) 1876. február 3-án 11 órakor vette kezdetét Deák temetése. A koporsót a Magyar Tudományos Akadémia palotájának oszlopcsarnokában ravatalozták fel. Ferenc József király és Erzsébet királyné is külön koszorút küldetett. (Erzsébet királyné maga is megjelent a ravatalnál) temetése királyi pompával ment végbe, sok száz küldöttség és a nemzet általános részvéte mellett. Holttestét a Kerepesi úti temetőben, később külön e célra a nemzet költségén épült mauzóleumban helyezték el.
- Apponyi Albert (1846–1933) 1933. február 14-én került sor a temetésre. A ravatalt az Országház kupolacsarnokában helyezték el. Serédi Jusztinián hercegprímás misézett az elhunyt felett. Apponyit a Mátyás-templom kriptájában helyezték végső nyugalomra.
- Gömbös Gyula (1886–1936)
- Kádár János (1912–1989) 1989. július 14-én az MSZMP KB székházában felravatalozott holttestét a Fiumei úti sírkertben helyezték végső nyugalomra.
- Antall József (1932–1993) 1993. december 18-án szombaton déli 12 órakor vette kezdetét, a koporsót a Kupolateremből az Országház előtt felállított ravatalhoz vitték ki. Szabad György, az Országgyűlés elnöke, Sütő András író és Bolberitz Pál címzetes apát búcsúztatták. Innét a Fiumei úti sírkertbe indult a menet, ahol Paskai László bíboros prímás, esztergomi érsek, Hegedűs Loránt református püspök, Harmati Béla evangélikus püspök, Schweitzer József főrabbi és Tőkés László nagyváradi református püspök mondtak beszédet a sírnál.
- Puskás Ferenc (1927–2006) 2006. december 9-én nagy állami szertartással, a nemzet halottjaként temették el a budapesti Szent István-bazilikában. Erre a napra a kormány nemzeti gyásznapot rendelt el, és a temetést több tévé- és rádióadó is közvetítette.
- Mádl Ferenc (1931–2011) 2011. június 7-én temették el a Fiumei úti sírkertben, a szertartáson beszédet mondott Schmitt Pál köztársasági elnök, Granasztói György történész és Király Miklós, az ELTE Állam- és Jogtudományi Karának dékánja. A római katolikus szertartáson liturgiai szolgálatot teljesített Korzenszky Richárd, a Tihanyi Bencés Apátság perjele, valamint Frajka Félix ferences szerzetes és Jelenits István piarista szerzetes.
- Horn Gyula (1932–2013) 2013. július 8-án temették el a Fiumei úti sírkertben, a szertartáson részt vettek a harmadik Magyar Köztársaság korábbi államfői és miniszterelnökei, Martin Schulz, az Európai Parlament elnöke és Hans-Dietrich Genscher korábbi nyugatnémet külügyminiszter.